# Anita Campagnolo
Anita Campagnolo (Cittadella, 5 gennaio 1965) è una cantante italiana.

## Biografia
Anita Campagnolo è una cantante italiana che ha iniziato la sua carriera nel 1982 come membro della band New Sin, in seguito New Italo Sin. 
Ad un anno dalla sua formazione, il gruppo viene contattato dal disc jockey S.B.1, che vuole organizzare l'uscita di un loro nuovo brano inedito. Nasce così  Try To Telephone che proietta i New Sin nel genere Dance. Registrato nel gennaio del 1984 nello studio di registrazione Gulliver di Treviso, il brano è stato prodotto da Enrico Monti e Gianni Ephrikian ed è stato pubblicato dall'etichetta Holly Records.
Dopo poco tempo dall'uscita del singolo, Anita e il tastierista rimangono gli unici membri della band che di fatto si trasforma in un duo musicale, e che decide di seguire un percorso artistico più orientato al genere dance synth pop. 
Il duo firma un nuovo contratto con l'etichetta Holly Records e nel 1984 pubblica il singolo Old man - Sometimes.  
Con il brano Sometimes, i New Sin partecipano alle selezioni indette a Milano dalla casa discografica CGD per il concorso Due voci per Sanremo. Dopo aver superato le selezioni, il duo si esibisce con il brano  Old man nella competizione musicale ospitata, in varie puntate, dalla trasmissione televisiva Domenica In su Rai 1. I New Sin superano tutte le selezioni e raggiungono la finale, aggiudicandosi il terzo posto.
Nel 1985, il duo pubblica il singolo Black fantasy e nello stesso anno partecipa all'edizione del Festivalbar. 
Nel 1986, il duo continua a esibirsi in concerti in Italia, unendosi alle tournée di artisti come Sandy Marton e Tracy Spencer.
A partire dagli anni '90, Anita concentra la sua attività nel campo degli studi di registrazione, lavorando come corista, grafica e fotografa.
Nel 2017, Anita riprende a comporre brani Italo-disco insieme ai New Sin, dando vita al progetto New Italo Sin, che di fatto diviene il nuovo nome del duo. Per mantenere la fedeltà alle sonorità del genere, il duo utilizza esclusivamente sintetizzatori analogici originali degli anni '80, che hanno collezionato e restaurato nel corso degli anni.
Nel 2018, i New Italo Sin si esibiscono in alcuni concerti in Messico, un paese molto attento al genere Italo disco, presentando il brano Keep the Fire.  Questa del 2018 è rimasta la prima e finora unica esibizione pubblica del duo, con Anita frontwoman sul palcoscenico. 
Recentemente, i New Italo Sin hanno partecipato a vari programmi radiofonici e televisivi suscitando grande attenzione tra il pubblico degli amanti dello stile degli anni '80.
Dal 2019, Anita inizia un progetto musicale parallelo, come artista solista, con il suo vero nome, Anita Campagnolo. 
Incide I'll Sing My Fears Away, un nuovo brano mixato in diversi generi come house music, garage music e high energy music, presentando così al pubblico una nuova e diversa esperienza musicale. 
Tuttavia, Anita mantiene il suo ruolo come voce dei New Italo Sin per la musica italo disco. 
Nel 2021, Anita ha partecipato come voce femminile al singolo di Ryan Paris e George Aaron intitolato Human, una rivisitazione del celebre brano degli Human League. 
Nel 2022, sono state pubblicate diverse versioni di World, una rivisitazione della celebre canzone di F.R. David. La versione  Italdisco Version ha ottenuto un significativo successo, per il quale Anita Campagnolo è stata premiata con il riconoscimento speciale Italodisco Perù e South America Award.
Ha collaborato con Carlo Zannetti nella registrazione della versione remix di Anna, un nuovo singolo cantato da lei e pubblicato nel maggio 2024 da Videoradio. .

## Discografia

### Singoli
- 1983 - Try to telephone (Holly Records/CGD)
- 1984 - Old Man / Sometimes (Holly Records/CGD)
- 1985 - Black fantasy (Holly Records/CGD)
- 2018 - Keep the Fire (Delivery Records)
- 2018 - La Balalata / Ice Cream And Lollipop / Feel Me Now (Flashback Records)
- 2019 - I'll Sing My Fears Away (New Italo Sound)
- 2021 - Human (con Ryan Paris e George Aaron)
- 2022 - Words (original version) (Italo Disco Heroes)
- 2022 - Words (Italo Disco version) (Italo Disco Heroes)
- 2022 - Words (Juan Segundo remix) (Italo Disco Heroes)